# Fanny Bullock Workman

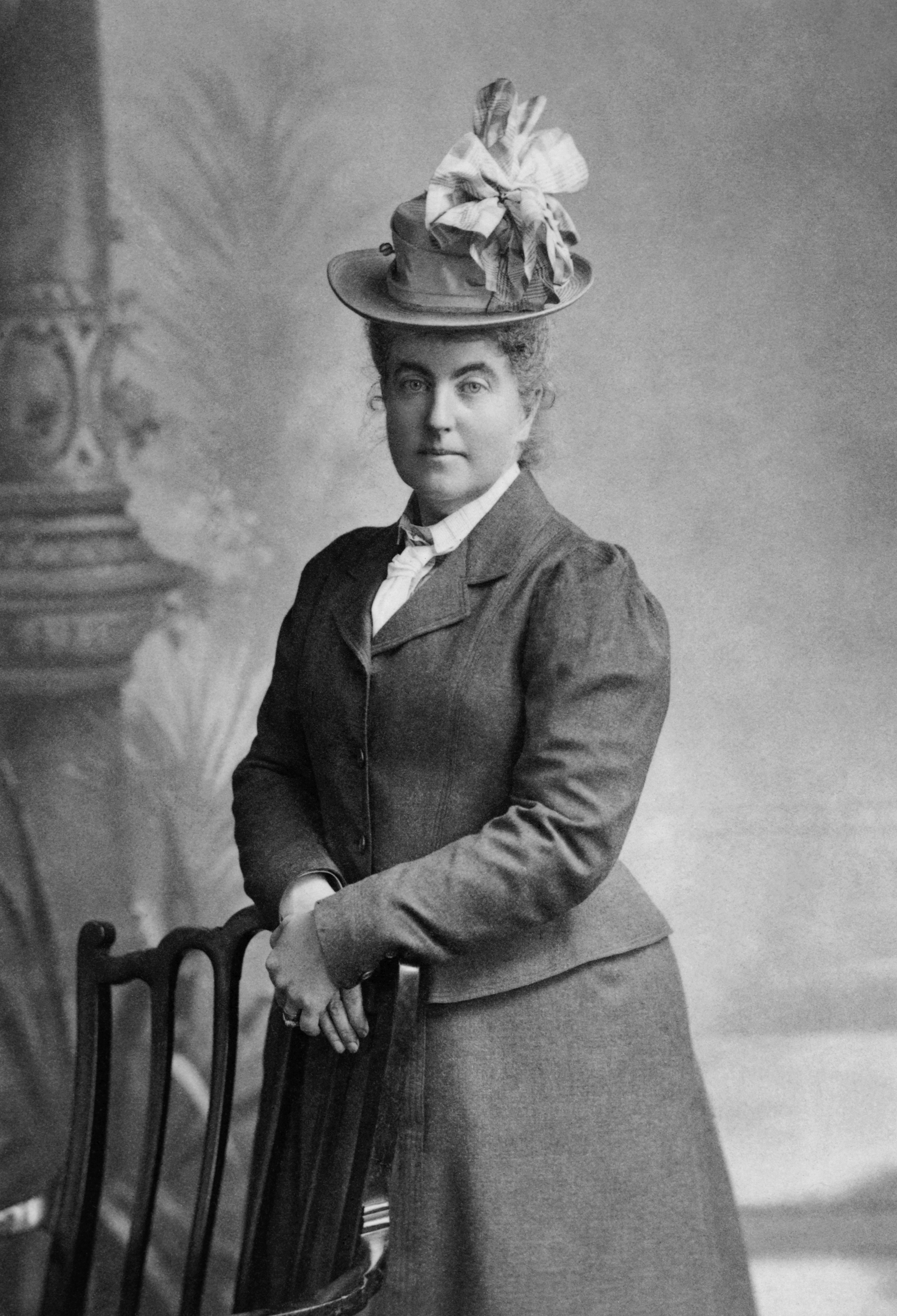
Fanny Bullock Workman

Fanny Bullock Workman (* 8. Januar 1859 in Worcester, Massachusetts; † 22. Januar 1925 in Cannes, Frankreich) war eine US-amerikanische Geografin, Kartografin, Schriftstellerin und die erste Bergsteigerin, die im 19. Jahrhundert Gipfel im Hochgebirge im Himalaya bestieg. Sie war eine engagierte Frauenrechtlerin und hielt lange Zeit den Höhenrekord im Bergsteigen für Frauen. Ihre Reisen und Expeditionen führte sie gemeinsam mit ihrem Mann William Hunter Workman durch.

## Leben
Die Mutter von Fanny Bullock Workman war Elvira Hazard Bullock und ihr Großvater mütterlicherseits war Augustus George Hazard, ein Händler. Ihr Vater Alexander Hamilton Bullock war Gouverneur von Massachusetts. Sie genoss eine Ausbildung in den Vereinigten Staaten von Amerika an der Miss Graham's Finishing School in New York City und an Schulen in Paris und Dresden. Sie ging im Alter von 17 Jahren in die Schulen in Frankreich und Deutschland.
Im Jahre 1881 heiratete Fanny Bullock William Hunter Workman, einen Arzt, Bergsteiger und Entdeckungsreisenden. Mit ihm hatte sie eine Tochter namens Rachel, die ebenso den Beruf einer Geologin ergriff. Als er erkrankte, zogen sie nach Deutschland. Von dort aus machten sie Reisen nach Holland, Frankreich und in die Schweiz. Sie unternahmen eine Reise nach Spanien und Marokko mit dem Fahrrad, die ein Jahr dauerte. Die Fahrradreise über Spanien und Marokko erstreckte sich über den Atlas und durch die Sahara auf einer Gesamtstrecke von 4.500 km. Das Ehepaar verlegte auch ein Buch in deutscher Sprache im Jahre 1897 bei einem schwäbischen Verlag: Eine Radtour durch das heutige Spanien.
Sie reisten weiter mit dem Fahrrad durch Palästina, Syrien und durch die Türkei und in den Fernen Osten, um die Architektur der Buddhisten und der Hindus zu studieren, die dort gesprochenen Sprachen zu lernen und darüber zu schreiben. 1899 sahen sie zum ersten Mal den Himalaya in Indien. Sie hatten auf ihrer zehnjährigen Fahrradreise 22.500 km zurückgelegt und führten von Indien aus ihre erste Expedition in den Himalaya durch.
Während ihres Aufenthalts von 14 Jahren im Himalaya kartografierte Fanny Workman ein Gebiet von 400 km², erwanderte eine Strecke von 6.500 km über Eis und Schnee, erstieg 20 Berge über 4.850 Höhenmeter und stellte einen Höhenrekord für Frauen mit 6.400 m auf. Auf zwei ihrer Himalaya-Expedition begleitete sie neben ihrem Mann der Schweizer Bergsteiger Matthias Zurbriggen.
Beide Workmans waren Mitglieder der britischen Royal Geographical Society und der Royal Scottish Geographical Society und erhielten zehn Ehrenmedaillen von europäischen Geologischen Instituten. Als Autorin beschrieb sie nicht nur ihre Entdeckungsreisen mit ihrem Ehemann, sondern verfasste auch eigene Sketche, die verlegt wurden. Sie war die erste Frau, die Vorlesungen an der Universität Sorbonne in Paris hielt. Sie setzte sich für höhere Bildungschancen für Frauen und für die Gleichberechtigung von Frauen im Bergsteigen ein. Dabei befasste sie sich auch mit frauengerechter Bekleidung zum Bergsteigen.
Nach 1917 zogen die Workmans nach Südfrankreich, wo Fanny 1925 in Cannes starb.

## Bergsteigen
Fanny Bullock Workmans Höhenrekord basierte auf der erfolgreichen Besteigung des Pinnacle Peak im Jahre 1906 mit einer Gipfelhöhe von 6930 m mit ihrem Mann und Matthias Zurbriggen in Jammu & Kashmir, einem Berggipfel des Nun-Kun-Massivs im westlichen Himalaya von Indien. Mit ihrem Rekord zur Ersteigung des Pinnacle Peak stand Fanny Workman im Wettbewerb mit der US-amerikanischen Bergsteigerin Annie Smith Peck, die 1908 als erster Mensch den peruanischen Huascarán bestieg. Die von Peck errechnete Höhe mit 7300 m erwies sich später als falsch, da sie sich wegen eines Schneesturms um etwa 600 Meter verrechnete. Zum Erweis des Messfehlers Annie Smith Pecks hatte Fanny Bullock Workman den Huascarán auf eigene Kosten von französischen Landvermessern nach den Methoden der Triangulation vermessen lassen.
1898 führte das Ehepaar eine Expedition in die Spantik-Region des indischen Staates Jammu & Kashmir zur Südseite des Chogolungma-Gletscher durch.
1902 war Fanny Bullock Workman Gründungsmitglied des American Alpine Club.
1906 versuchten Fanny Bullock Workman und ihr Mann William die Besteigung des Spantik, der auch Golden Peak genannt wird. Der 7027 m hohe Berg liegt im westlichen Karakorum im heutigen Pakistan. Sie nannten diesen Berg aufgrund seiner Form Pyramid Peak und verfehlten den Gipfel um 300 Höhenmeter. Die Erstbesteigung dieses Berges gelang einer deutschen Bergsteigermannschaft erst im Jahre 1955.
Als erste Frau stand sie auf dem Gipfel des 6400 m hohen Mount Koser Gunge, was der berühmte Bergsteiger Matthias Zurbriggen wie folgt kommentierte: „...ich bin überzeugt, dass eine gute Bergsteigerin weit größere Höhen erreichen kann, und habe nur die eine Hoffnung, dass man mich dann als Führer wählt.“
In 1908 erreichte das Ehepaar Workman den englisch genannten Snow Lake (Lukpe Lawo) in der Nähe des Hispar La und sie spekulierten darüber, ob der 4877 m über Meereshöhe gelegene Snow Lake (ein Gletscherbassin) und die weiteren Gletschermassen dieses Gebiets so mächtig wie die Eiskappen der Polarregionen seien und in alle Richtungen flössen.
1912 betrat sie als erste aus dem Westen kommende Frau den 6400 m hoch gelegenen Siachengletscher, nachdem sie bereits sechs Expeditionen im Himalaya durchgeführt hatte. Gemeinsam mit ihrem Mann entdeckte sie den unweit vom Siachengletscher gelegenen Indira Col (Ost). Darüber hinaus nutzte sie ihre Berühmtheit, um für das Frauenwahlrecht zu werben. Dazu ließ sie sich auf dem Gletscher von ihrem Mann fotografieren, während sie die Titelseite der Zeitschrift Votes for Women in die Kamera hielt.

## Werk

### Entdeckungsreisen
Gemeinsam mit ihrem Mann verfasste sie folgende Werke:
- Algerian Memories: A Bicycle Tour over the Atlas to the Sahara. Fisher Unwin, London 1895.
- Sketches Awheel in Modern Iberia. Putnam’s sons, New York und London 1897.
  - Eine Radtour durch das heutige Spanien. Reiseskizzen. Fr. Mürdter, Backnang 1897.
- In the Ice world of Himálaya, Among the Peaks and Passes of Ladakh, Nubra, Suru, and Baltistan. Fisher Unwin, London 1900.
- Through Town and Jungle: Fourteen Thousand Miles A-Wheel Among the Temples and People of the Indian Plain. Charles Scribner’s Sons, New York 1904.
- Ice-Bound Heights of the Mustagh: An account of two seasons of pioneer exploration and high climbing in the Baltistan Himalaya. Charles Scribner’s Sons, 1908.
- The Call of the Snowy Hispar: A Narrative of Exploration and Mountaineering on the Northern Frontier of India. Constable and Co. London 1911 Google-Online-Books.
- Peaks and Glaciers of Nun Kun: A Record of Pioneer-Exploration and Mountaineering in the Punjab Himalaya. Constable and Co., London 1909.
- Two summers in the ice-wilds of eastern Karakoram. the exploration of nineteen hundred square miles of mountain and glacier. E. P. Dutton & company, New York 1916. Verfügbar auf www.archive.org